# Tomb Raider (jogo eletrônico de 1996)
Tomb Raider é um jogo eletrônico de ação-aventura e plataforma desenvolvido pela Core Design e publicado pela Eidos Interactive. Entrada de estreia da franquia Tomb Raider, o jogo foi inicialmente lançado em 1996 para o Sega Saturn, seguido por versões para MS-DOS e PlayStation. Lançamentos posteriores ocorreram para Mac OS (1999), Pocket PC (2002), N-Gage (2003), iOS (2013) e Android (2015). O jogo segue a arqueóloga-aventureira Lara Croft, que é contratada pela empresária Jacqueline Natla para encontrar um artefato chamado Scion de Atlantis. A jogabilidade apresenta Croft navegando em níveis divididos em múltiplas áreas e complexos de salas enquanto luta contra inimigos e resolve quebra-cabeças para progredir. Um pacote de expansão, subtitulado Unfinished Business, foi lançado em 1997, contendo novos níveis independentes.
O conceito inicial foi criado por Toby Gard, que é creditado como criador de Lara Croft e trabalhou como artista principal no projeto. A produção começou em 1994 e durou 18 meses, com um orçamento de £ 440 mil. A personagem foi baseada em diversas influências, incluindo Tank Girl, Indiana Jones e Hard Boiled. O design de níveis 3D baseado em grade, inovador para a época, foi inspirado na estrutura das tumbas egípcias. A música foi composta por Nathan McCree, que se inspirou na música clássica inglesa. Anunciado originalmente em 1995, o título recebeu ampla atenção da imprensa e forte promoção da Eidos Interactive.
Tomb Raider foi elogiado por seus gráficos, controles e jogabilidade 3D inovadores. O jogo ganhou vários prêmios da indústria e é considerado um dos maiores videogames já feitos. Também é um dos jogos mais vendidos do PlayStation, com mais de sete milhões de unidades vendidas mundialmente, e permaneceu o título mais vendido da franquia até o reboot de 2013. Lara Croft tornou-se um ícone cultural, ganhando destaque como uma das personagens mais reconhecidas da história dos jogos eletrônicos. Após o sucesso do jogo, inúmeras sequências foram lançadas, começando com Tomb Raider II em 1997. Um remake, Tomb Raider: Anniversary, foi lançada em 2007. Uma versão remasterizada de Tomb Raider, junto de Unfinished Business, foi lançada como parte de Tomb Raider I–III Remastered em 2024.

## Jogo

### Introdução
Em Tomb Raider, o jogador controla a arqueóloga Lara Croft.
O jogo apresenta em um mundo totalmente em 3D uma série de tumbas, calabouços e outras localizações, por onde o jogador tem de guiar Lara, matando animais perigosos e outras criaturas sobrenaturais, enquanto coleta objetos e resolve enigmas. Nos jogos mais recentes, os alvos de Lara têm sido humanos, levando muitos críticos a afirmar que o jogo era demasiado violento.
Tomb Raider tornou-se um clássico jogo de plataforma.

### Características
Lara pode correr, saltar, pendura-se em bordas, dar cambalhotas, nadar, empurrar objetos e interagir com alguns elementos do cenário. Lara tem como armas duas pistolas com munição infinita. Há também uma caçadeira, duas magnums e duas Uzis que podem ser encontradas no decorrer do jogo.
Existem inúmeros inimigos e armadilhas letais durante a aventura.
Há vários tipos de quebra-cabeças no jogo. O jogador encontra medicamentos, munição e, algumas vezes, novas armas.
O primeiro jogo da série foi publicado pela Eidos Interactive para PlayStation, Sega Saturn e para PC. Foi um dos jogos responsáveis pela ascensão da Sony na indústria dos videogames.

## Enredo
Lara Croft está em busca de um artefato dividido em três peças, conhecido como Scion. Lara foi contratada por Jacqueline Natla, uma empresária bem sucedida.
Lara começa sua aventura em Vilacabamba, cidade do Peru, e depois parte para Grécia, Egito e o lendário continente perdido de Atlântida.